# Cosmosoma consolata
Cosmosoma consolata là một loài bướm đêm thuộc phân họ Arctiinae, họ Erebidae.